# Borrani

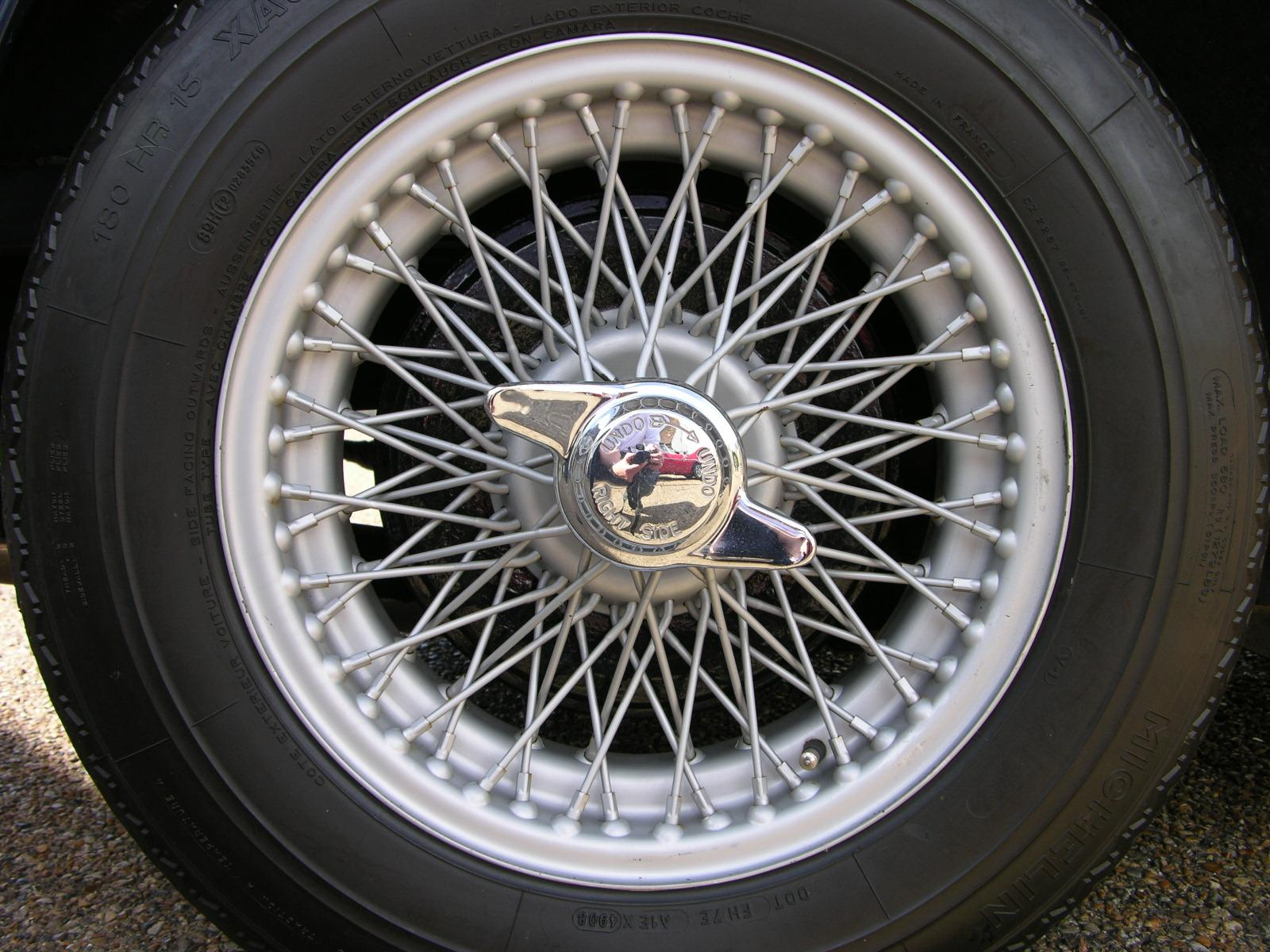
Типичное спицованное колесо Borrani с гайкой типа Rudge-Whitworth

Borrani — итальянская марка автомобильных и мотоциклетных колес, наиболее известным образцом которых являются спицованные автомобильные колёса с одной центральной гайкой типа Rudge-Whitworth, широко применяемые на спортивных автомобилях, в первую очередь итальянского производства, в период 1930—1960-х годов.

## Типы колёс и конструктивная специфика
Спицованное колесо
Стальной или легкосплавный, или кованный обод, соединённый 64-мя спицами с легкосплавной или кованной ступицей.
Биметаллическое колесо
Двусоставное колесо, в котором обод колеса и колёсный диск выполнены из разных металлических сплавов и/или сплавов с разными методами обработки (например, полученный методом ротационной вытяжки обод и кованный диск. Соединение обода и диска в готовое колесо обеспечивается специальными винтами.

## Применение
Применяются на классических автомобилях различных марок, производства 1920—1970-х годов.

## История имени компании
- 1922 — Rudge Whitworth Milano
- 1939 — Carlo Borrani S. A. Milano|
- 1951 — Carlo Borrani S.p.A Milano
- 1960 — Ruote Borrani Milano[4]